# Leopold Damrosch
Leopold Damrosch (Poznań, 22 de outubro de 1832 - Nova Iorque, 15 de fevereiro de 1885) foi um compositor, violinista e maestro alemão.
Nascido na Prússia, começou a sua educação musical aos nove anos, aprendendo a tocar violino. Sob pressão dos pais entrou na Humboldt Universität em Berlim onde tirou o curso de medicina. No tempo livre continuou a estudar violino com Ries e baixo com Dehn.
Amigo de Franz Liszt, torna-se solista da Orquestra Grã-ducal de Weimar.

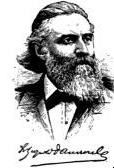
Leopold Damsrosch (autorretrato)

Sucessivamente obtém o cargo de director em Breslávia (Wrocław), e em 1871 emigrou para os Estados Unidos onde instituiu a Symphony Society.
Os seus filhos Walter Johannis e Frank foram também compositores e directores de orquestra muito apreciados.
Compôs cantatas, sinfonias e concertos.
Sepultado no Cemitério de Woodlawn.